# خدنگ
خَدَنگان (نام علمی: Herpestidae) خانواده‌ای از گوشتخواران کوچک در زیرراستهٔ گربه‌سانان هستند. آن‌ها در جنوب اوراسیا و آفریقا زندگی می‌کنند و ۳۴ گونهٔ مختلف دارند که در ۱۴ سرده قرار می‌گیرند.
اندازه آن‌ها بین ۲۴ تا ۵۸ سانتیمتر بدون احتساب دم است. خدنگ کوچک معمولی با ۳۲۰ گرم وزن کوچک‌ترین آن‌ها و خدنگ دم‌سفید با ۵ کیلوگرم بزرگترین آن‌هاست که تقریباً به اندازه یک گربه است. برخی از آن‌ها زندگی فردی و برخی دیگر زندگی گروهی دارند و شکار خود را بین همدیگر و توله‌هایشان تقسیم می‌کنند. حشرات، خرچنگ‌ها، کرم خاکی، مارمولک، مارها، پرندگان، و جوندگان از شکارهای اصلی این جانوران است. آن‌ها تخم پرندگان و لاشه هم می‌خورند.
خدنگان شباهت شگفت‌انگیزی با راسویان دارند. هر دو گروه صورت و بدن دراز، گوش‌های گرد و کوچک، پاهای کوتاه، دم مخروطی و بلند دارند. ساختمان دندان آن‌ها هم مشابه است و بیشتر گونه‌های خدنگ مثل راسوسانان از غده‌های ترشح مقعدی برای نشانه‌گذاری قلمرو و علامت‌دهی جنسی برخوردارند. البته هیچ خویشاوندی نزدیکی بین این دو گروه وجود ندارد (راسوها از زیرراستهٔ سگ‌سانیان هستند) و تکامل همگرا موجب شباهت آن‌ها شده‌است. البته راسوها بیشتر شب‌گرد هستند و به خوبی از درخت بالا می‌روند اما خدنگ‌ها روزگرد هستند و برای زندگی زمینی تکامل یافته‌اند.
برخی گونه‌های خدنگ به خوبی رام شده و حقه‌های ساده را هم یادمی‌گیرند و می‌توان از آن‌ها برای کنترل موش‌ها و آفات دیگر استفاده کرد. خدنگ‌ها برای از بین بردن موش‌های صحرایی و مارها به جزایر کارائیب و هاوایی برده شدند اما آن‌ها بیشتر به سراغ جانوران بومی آسیب‌پذیر رفته و تأثیر ویرانگری بر محیط زیست این جزایر گذاشتند.

## مبارزه با مار
خدنگ‌ها در مقابل زهر مارها مصونیت دارند و این به دلیل آن است که گیرنده‌های استیل‌کولین در سیستم عصبی آن‌ها به گونه‌ای شکل گرفته که غیرممکن است زهرهای عصبی مارها به آن چسبیده و سیستم عصبی آن‌ها را با مشکلی مواجه کند. محققان در حال تحقیق در این مورد هستند که آیا مکانیسم مشابهی از خدنگ‌ها در مقابل زهرهای خونی مارها هم حفاظت می‌کند یا خیر.
چندین گونه خدنگ از جمله خدنگ خاکستری به دلیل مهارتی که در جنگ با مارهای سمی به ویژه کبرا دارند، شهرت یافته‌اند. چابکی، پوست کلفت و ایمنی در مقابل سم مار موجب پیروزی آن‌ها در این نبردها شده اما باید توجه داشت که خدنگ‌ها به‌طور معمول از کبراها پرهیز می‌کنند و علاقه‌ای هم به خوردن گوشت آن‌ها ندارند.
معرکه‌گیرهای پاکستانی در نمایش‌های خیابانی خود خدنگ‌ها را به جان مارها می‌اندازند تا مبارزه‌ای دروغین را انجام بدهند. این کار در گذشته در اوکیناوای ژاپن هم بسیار متداول بود.

## در ایران

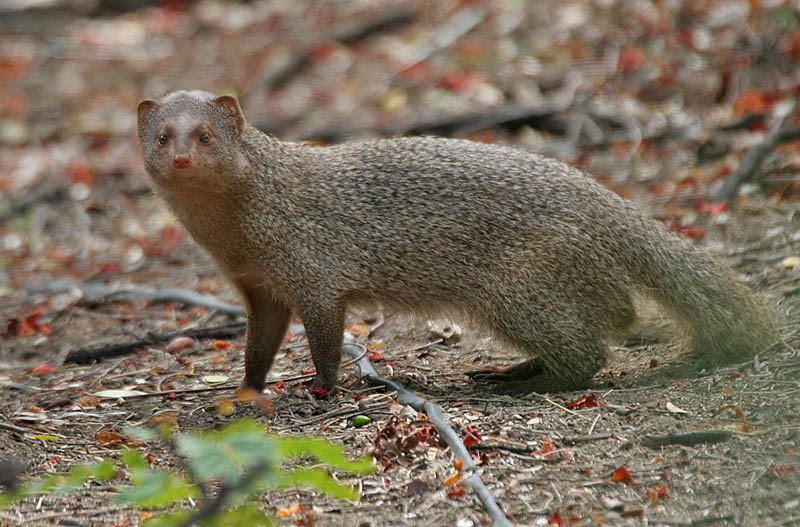
هرپستس ادواردسی (Herpestes edwardsii) یا خدنگ خاکستری هندی، گونه‌ای از خدنگ‌ها است که به‌طور عمده در مناطق مختلف هند و جنوب آسیا یافت می‌شود.

در ایران دو گونه خدنگ وجود دارد خدنگ آسیایی کوچک (Herpestes javanicus auropunctatus) و خدنگ خاکستری هندی یا خدنگ بزرگ.
خدنگ بزرگ با ۳۰ تا ۵۰ سانتیمتر طول و رنگ گندمی مایل به حنایی با دمی به اندازه طول تنه و پُرمو تنها در نواحی جنوبی ایران (بلوچستان تا بوشهر) دیده شده‌است.
خدنگ کوچک با ۲۰ تا ۴۰ سانتی‌متر طول و موهای به رنگ قهوه‌ای مایل به زیتونی و دم نسبت به تنه کوتاه‌تر در نواحی کوچکی در شرق سیستان، جنوب بلوچستان، و جنوب غربی ایران، (استان‌های کردستان تا لرستان و خوزستان و نواحی جنوبی فارس) دیده شده و احتمالاً در تمام سواحل شمال دریای عمان و خلیج فارس پراکنده شده‌است.

## نگارخانه

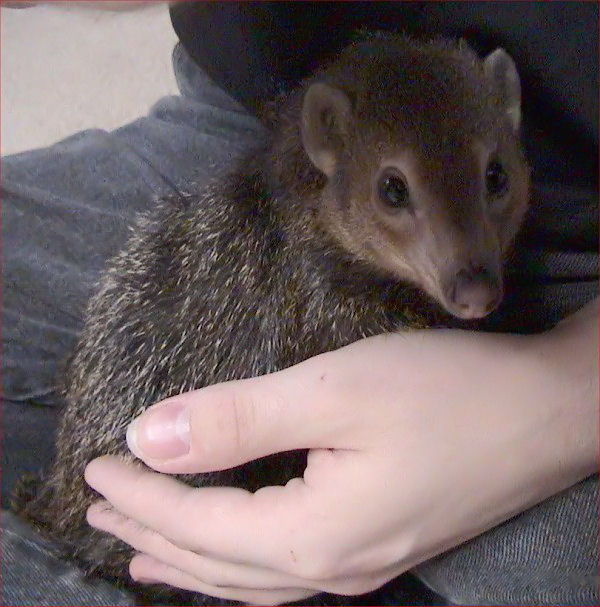
خدنگچه،  Crossarchus obscurus
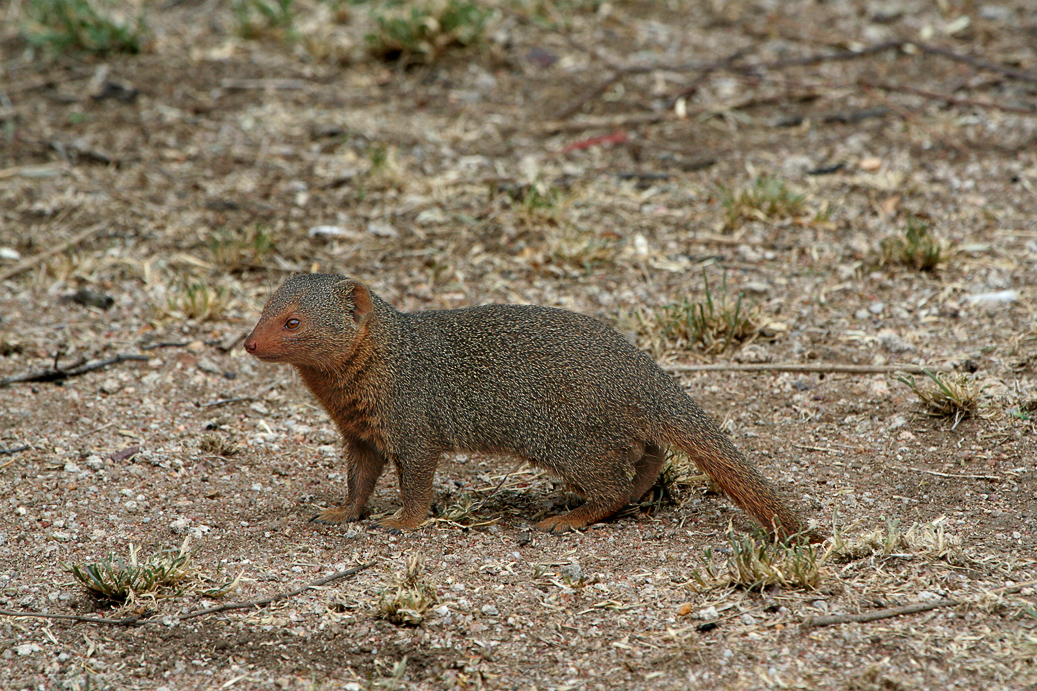
خدنگ کوتوله در سرنگتی آفریقا
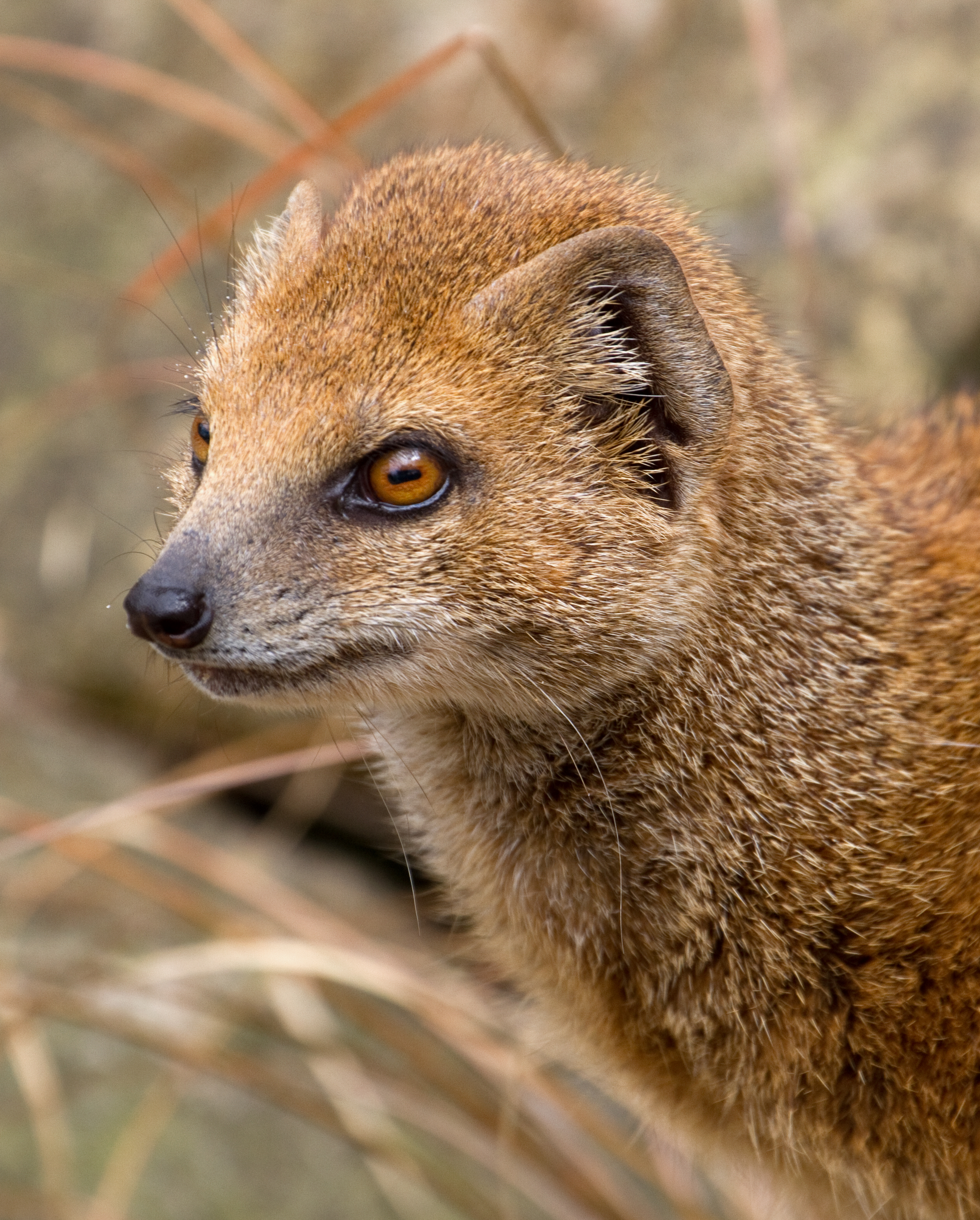
دم‌عصایی یا میرکات
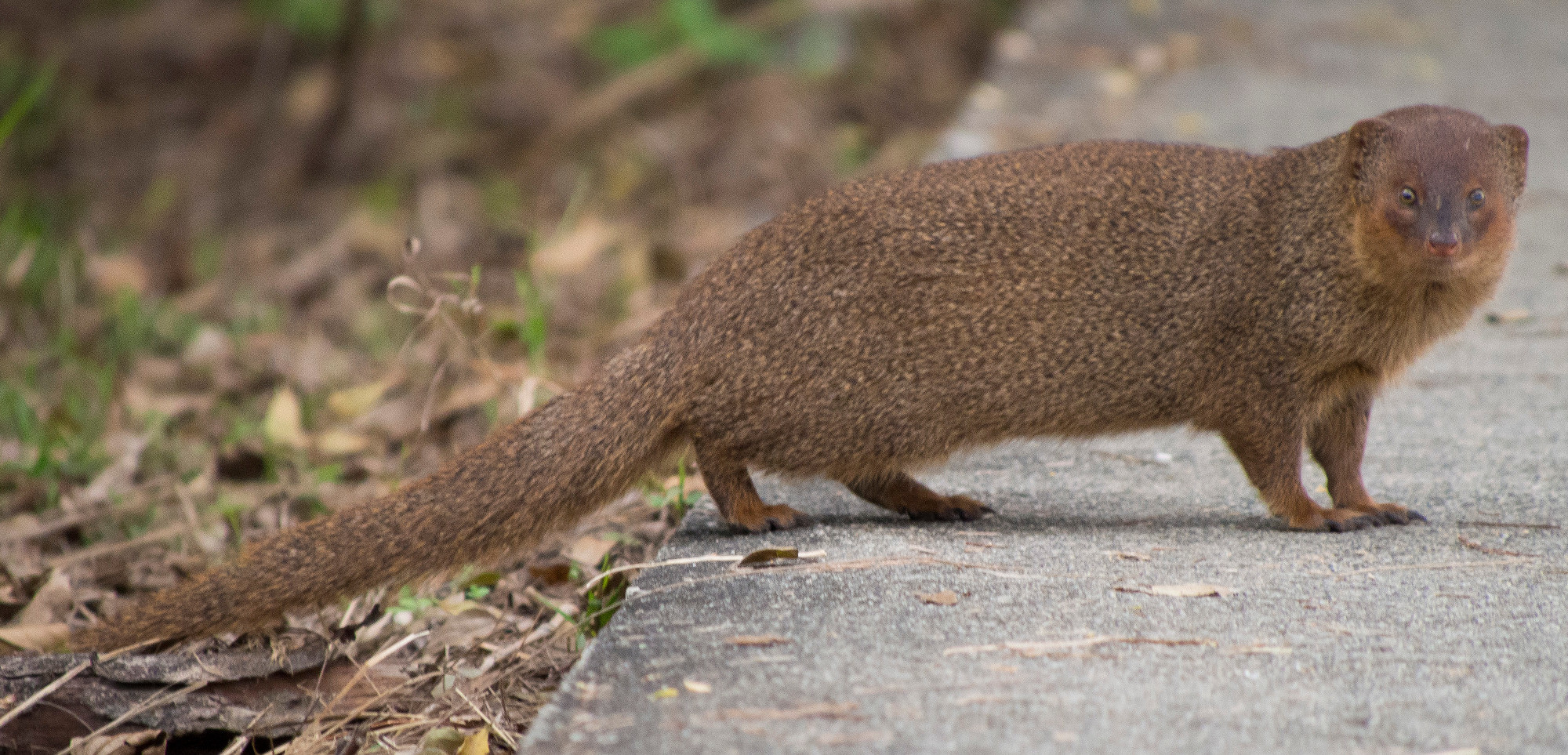
خدنگ کوچک آسیایی
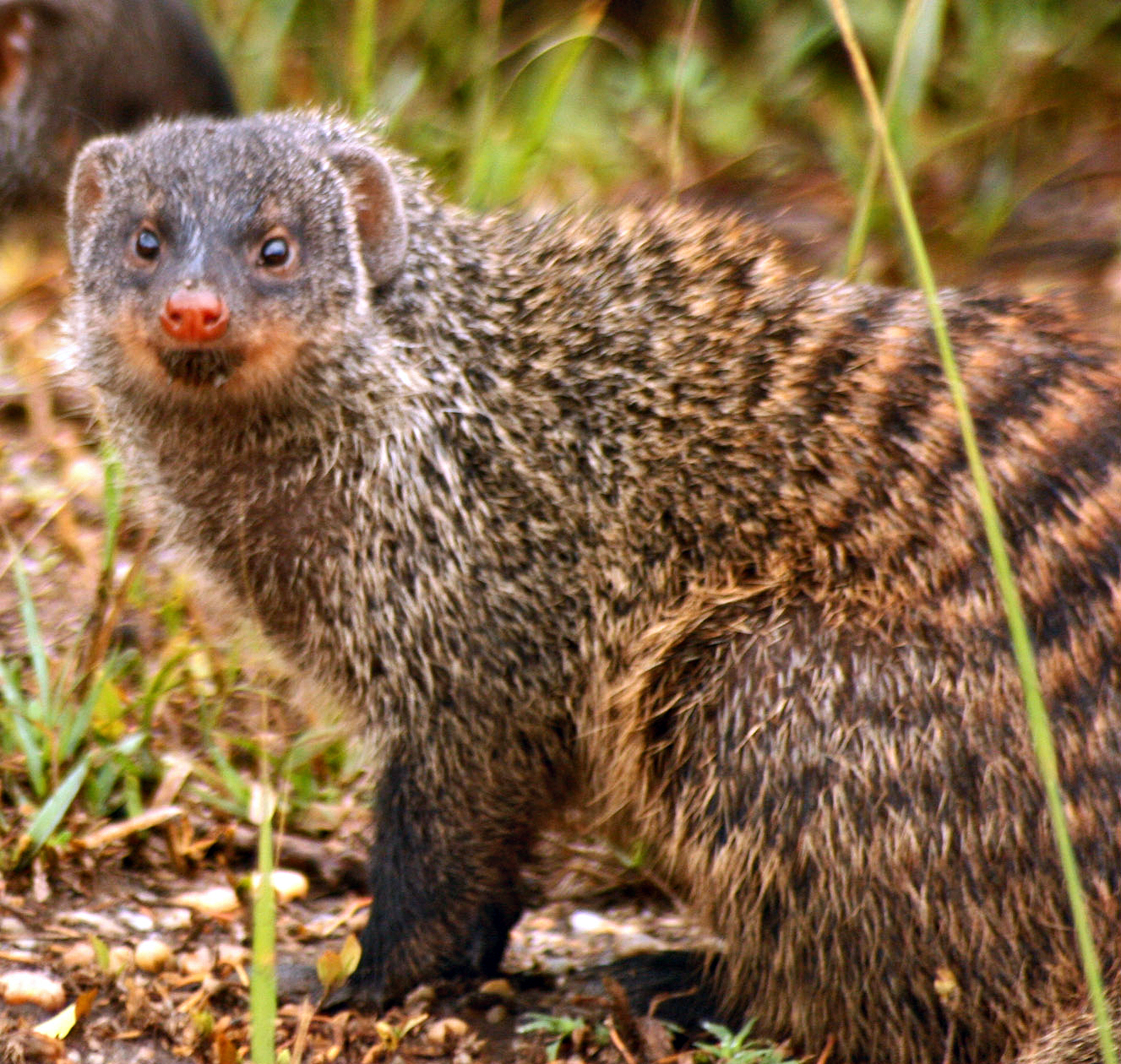
خدنگ نواری